# Luke Pritchard

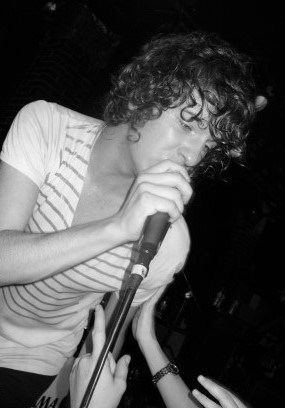
Luke Pritchard

Luke Pritchard (Londen, 2 maart 1985) is de leadzanger en gitarist van de Britse rockband The Kooks. Hij is geboren in Forest Hill in Londen en groeide op in Clapham. Zijn vader, muzikant Bob Pritchard, bekend van zijn band Bob Pritchard and the Echoes, overleed toen Luke 3 jaar was. Toen later ook zijn stiefvader overleed was dit voor Luke zeer moeilijk. Zijn vader liet hem een zeer uitgebreide platencollectie achter, en zo werd zijn interesse voor muziek gewekt. Terwijl zijn schoolvrienden luisterden naar hip-hop en rapmuziek luisterde Luke naar Bob Dylan, The Beatles en David Bowie. Een nummer op het album Hunky Dory van Bowie werd de inspiratie voor de bandnaam The Kooks.
Lukes moeder verkocht een deel van de platencollectie van haar overleden man om ervoor te zorgen dat Luke naar een goede school kon gaan. Eerst was dit de Bedales school, maar hier voelde hij zich helemaal niet thuis. Daarna besloot Luke om naar de wereldbefaamde 'Brit' school te gaan (waar onder andere Lily Allen en Adele ook studeerden). Daarna verhuist Pritchard naar Brighton, waar hij aan het Brighton Institute of Modern Music studeert. Daar heeft hij een 3 jaar durende relatie met Katie Melua. Veel nummers op het debuutalbum van The Kooks,Inside in/Inside out gaan over die relatie. Op school besluiten Luke en Paul Garred een band te starten. Al gauw spelen Hugh Harris (gitarist) en Max Rafferty (Vroegere bassist) mee. Na amper drie maanden krijgt de band een platencontract bij Virgin Records.
Van december 2008 tot begin februari 2009 had Luke een relatie met The O.C. actrice Mischa Barton.
Na verschillende moeilijkheden moest Max Rafferty de band verlaten (hoogstwaarschijnlijk vanwege zijn druggebruik). Pritchard schreef verschillende nummers over de soms moeizame vriendschap. Deze zijn te vinden op Konk. De band besloot om Pete Denton aan te nemen als nieuwe bassist.
Drummer Paul Garred kreeg last van zenuwproblemen in zijn arm en mocht tijdelijk niet meer drummen. Hij verliet de band in 2012 en werd vervangen door Alexis Nunez.
Na een pauze van drie jaar kwam in 2011 hun derde album uit, Junk Of The Heart, met een heel nieuwe sound.
De band wilde het album opnemen in de VS met een nieuwe producer. Het resultaat was echter niet naar wens en er werd contact gezocht met hun eerdere producer, Tony Hoffer. Ook Paul Garred werkt weer mee. Er werd een nieuwe start gemaakt, deze keer in een studio in Londen, waar ze uiteindelijk de gewenste sound vinden. De liedjes op Junk Of The Heart gaan vooral over Lukes relatie met het Britse model Suki Waterhouse. Zij staat op de cover van het album. Deze relatie duurt slechts een jaar.
In 2014 verschijnt het vierde album van de band: Listen.
- Gemeinsame Normdatei: 135475031
- International Standard Name Identifier: 0000 0000 5775 0647
- Virtual International Authority File: 80208172
- WorldCat: E39PBJdcBmfPHxKGr6hHH9rQbd